# Errol McFarlane
Errol McFarlane (Port of Spain, 12 ottobre 1977) è un ex calciatore trinidadiano, di ruolo attaccante.